# Єнбекші (Келеський район)
Єнбекші́ (каз. Еңбекші) — село у складі Келеського району Туркестанської області Казахстану. Входить до складу Біртілецького сільського округу.
У радянські часи село називалось Енгельс.
Населення — 1114 осіб (2021; 1422 у 2009, 1093 у 1999, 288 у 1989).